# Katuni
Katuni falu Horvátországban Split-Dalmácia megyében. Közigazgatásilag Šestanovachoz tartozik.

## Fekvése
Splittől légvonalban 36, közúton 60 km-re keletre, Makarskától légvonalban 22, közúton 34 km-re északnyugatra, községközpontjától 2 km-re északnyugatra, a dalmát Zagora területén, a Cetina bal partján fekszik.

## Története
Az első ismert itt élt nép az illírek egyik törzse a dalmaták voltak, akik a magaslatokon épített, jól védhető erődített településeikben laktak. Innen könnyen ellenőrizni tudták a környező vidéket. Többségük állattartással foglalkozott, kisebb részük pedig földművelésből élt. A Cetina folyó melléke már a kezdetektől fogva kiválóan alkalmas volt a földművelésre és állattartásra. Az ember itteni korai jelenlétéről számos régészeti lelet tanúskodik. A bronzkorból származó vármaradvány a katuni poljei Gola Glava lelőhely. A rómaiak csak hosszú ideig tartó harcok után hódították meg ezt a vidéket, melyek az i. e. 156. évtől egészen 9-ig tartottak. A dalmátok elleni egyik hadjáratot i. e. 34-ben maga a későbbi császár Octavianus vezette. Az illírek elleni 9-ben aratott végső győzelem után Dalmáciára békésebb idők következtek, mely időszak 378-ig a nagy népvándorlásig tartott. Az illír lakosság nagy gazdasági fejlődésen ment át és romanizálódott. A római úthálózat részeként a község területén haladt át a Tronumtól (Cista Velika)  Katuni Poljén át Poljicáig, illetve a Gornja Žeževicán át Grabovacig vezető út. A római korból maradtak fenn a Katuni poljéhoz tartozó Radonján előkerült kisebb római kori település maradványai ahonnan a mindennapi élet emlékeként nagy mennyiségű kerámiatöredék került elő. A kereszténység elterjedését jelzi a katuni Gola Glaván feltárt 6. századi ókeresztény templom maradványa, melyet a horvátok ősei a 9. században újjáépítettek, majd a 18. században ennek a  romjain építették fel a mai templomot. Az 533-as salonai zsinat idején ez a terület a zagorai plébániához tartozott, melynek valószínűleg a mai Zagvozd volt a székhelye.A mai horvátok ősei a 7. században (626 körül) az avar hódítás után érkeztek ide és 925-ben megalapították királyságukat. A Horvát Királyság uralma kétszáz évig tartott, ezután a többi horvát területtel együtt a 12. század elején a magyar királyok fennhatósága alá került.
Katuni a 14. században a nagy kiterjedésű radobiljai plébániához tartozott, melyet 1376-ban egy birtokper kapcsán említenek először. Ennek a székhelye valószínűleg éppen a katuni templom volt. A plébánia az óhorvát imotai zsupánság területéből jött létre. Ebben az időszakban a Nenadićok voltak a térség urai, akik 1382-ben I. Tvrtko bosnyák királytól kapták adományként. A 15. század első felében e terület gyakran volt színtere a horvát és bosnyák hadak, illetve a Velencei Köztársaság közötti összecsapásoknak. 1408-ban Ostoja bosnyák király a Radivojević testvéreknek adta. Miután 1409-ben Nápolyi László a horvátok által elismert horvát-magyar királyként százezer aranydukátért eladta, 1420-ra egész Dalmácia a Velencei Köztársaság uralma alá került. 1463-ban a török meghódította a szomszédos Boszniát, majd 1471-re ez a terület is az Oszmán Birodalom fennhatósága alá került. A lakosság nagy része délre a tengermellékre, főként Poljica, Kaštel és a Brać-sziget környékére menekült. Kreševo, Katuni és Žeževica területe többször volt a horvátok és a velenceiek véres törökellenes támadásainak színtere. 1572-ben a poljicai születésű Ugrinović püspök török ellenes felkelést robbantott ki, melynek során rövid időre a térség velencei kézre került. 1573-ban azonban már újra török kézen volt és a török hadak végigpusztították vidékét. Az egyik legnagyobb összecsapás 1652-ben zajlott le, melynek során Krsto Zavoreo és Juraj Papalić vezetésével háromezer keresztény katona indult Duare várának elfoglalására. Először Sliménél, majd a radobiljai Katuninál is szétvertek egy török sereget, ezt követően pedig elfoglalták a várat. Az 1699-es karlócai béke török kézen hagyta. Végleges felszabadulása csak az újabb velencei-török háborút lezáró pozsareváci békével 1718-ban történt meg. A felszabadulás után Katunin, Žeževicán és Grabovacon is templomok épültek és megtörtént a térség kataszteri felmérése. A velencei uralomnak 1797-ben vége szakadt és osztrák csapatok vonultak be Dalmáciába. 1806-ban az osztrákokat legyőző franciák uralma alá került, de Napóleon lipcsei veresége után 1813-ban újra az osztrákoké lett. A francia uralom idején épült meg a Kninből Kreševón, Katunon, Žeževicán és Grabovacon át Dubrovnikig vezető főút. A Dešković-házban 1871-ben megnyílt a község első fiúiskolája. A településnek 1857-ben 962, 1910-ben 1727 lakosa volt. 1918-ban az új szerb-horvát-szlovén állam, majd később Jugoszlávia része lett. A háború után a szocialista Jugoszláviához került. A lakosság elvándorlása az 1960-as évektől vette kezdetét. 1991 óta a független Horvátországhoz tartozik. Az 1990-es évek óta lakossága rohamosan csökkent. 2011-ben a településnek 562 lakosa volt.

## Lakosság
| Lakosság változása | Lakosság változása | Lakosság változása | Lakosság változása | Lakosság változása | Lakosság változása | Lakosság változása | Lakosság változása | Lakosság változása | Lakosság változása | Lakosság változása | Lakosság változása | Lakosság változása | Lakosság változása | Lakosság változása | Lakosság változása |
| ------------------ | ------------------ | ------------------ | ------------------ | ------------------ | ------------------ | ------------------ | ------------------ | ------------------ | ------------------ | ------------------ | ------------------ | ------------------ | ------------------ | ------------------ | ------------------ |
| 1857               | 1869               | 1880               | 1890               | 1900               | 1910               | 1921               | 1931               | 1948               | 1953               | 1961               | 1971               | 1981               | 1991               | 2001               | 2011               |
| 962                | 1.176              | 1.168              | 1.376              | 1.522              | 1.727              | 1.801              | 1.643              | 1.613              | 1.476              | 1.496              | 1.227              | 1.266              | 959                | 804                | 562                |

## Nevezetességei
- Mária mennybevétele tiszteletére szentelt régi plébániatemploma[4] amint az a főbejárat felett olvasható 1722-ben épült a régi templom alapfalain. A falu első templomának építési ideje nem ismert. Cupilli érsek 1711-es vizitációja során megemlíti, hogy a katuni templom nagyon régi. A templom alapfalaiban látható középkori sírkövek is a középkori eredetet támasztják alá. A templomot 1740-ben felújították, nagyharangját 1745-ben Velencében vásárolták. Filippo Naldi 1759-ben megfestette az utolsó ítéletet ábrázoló nagyméretű alkotását, amely nagyon hasonlít Molinarinak a makarskai régi ferences templomban látható alkotásához. 1760-ban a templomot hét méterrel meghosszabbították. A homlokzatra a régi templom kapuzatát helyezték át a fölé bevésett 1780-as évszámmal. A homlokzat szép kőrozettája Brać szigetén készült. A kórusnál meghagyták a régi lőréseket, melyeket még a török elleni védelem miatt alakítottak ki. A homlokzat fölé 1770-ben emelték a három harang számára kialakított pengefalú harangtornyot. A templomnak teljes hosszúságában gótikus boltozata van. A szentélyt a hajótól reneszánsz előépítmény választja el. Az eredeti főoltár fából készült, melyet 1774-ben márvány oltárra cseréltek. A nép kívánságára vásárolták 1789-ben Velencében a Boldogságos Szűz Mária és Szent József márvány szobrait. Ugyancsak a hívek költségén készíttették el hazai mesterekkel a Rózsafüzér királynője és a Szent Rókus mellékoltárokat. A Szent József oltárt 1915-ben emelték. A templom az apszissal 25 és fél méter hosszú, 7 és fél méter széles.
- Az Irgalmasság anyja a Boldogságos Szűz Mária tiszteletére szentelt új plébániatemplom a régi templom mellett áll. Építésének igénye már 1880-ban felmerült, mert a régi plébániatemplom a nagy területű plébánia hívei számára kicsinek bizonyult. A terv megvalósítására azonban sokat kellett várni. Az alapkövet 1940. július 14-én nagy ünnepélyességgel helyezte el Bonefačić püspök. A terveket Emil Cicikiani építész készítette. A falak már két méteres magasságban álltak, amikor közbejött a II. világháború. A háború után az építést akadályozták a kommunista hatóságok. Ezután az irányítást az ismert helyi születésű mariológus dr. Karlo Balić atya vette át, aki 1965-ben érkezett és elérte, hogy az építést 1966. március 3-án folytatni lehetett. A templomot végül 1970-ben fejezték be és szentelte fel Franić érsek. 1979-re elkészült a harangtorony is. a templom 35 méter hosszú és 18 méter széles. A templom előterében átrium és hittanterem található. Itt van a Legszentebb Oltáriszentség kápolna is Karlo Balić atyának a plébánia jótevőjének a sírjával. A templomhajó első részében külön talapzaton Szűz Mária és Szent Antal szobrai láthatók, az oltár mögötti falon levő három kép a Szeplőtelen fogantatás, Szűz Mária gyermekével és két mariológus ferencessel Duns Scottal és Karlo Balić-csal, illetve a Golgota (vászonra festett olajképek) B. Bulić festőművész alkotásai. A templom  előtti platón két karcsú oszlopon Szűz Mária és Szent József kőszobrai állnak. A plató bal oldalán a honvédő háborúban elesett helyi harcosok emlékműve, míg a jobb oldalon dr. Franjo Tuđman emlékműve látható abban a közismert pózban, melyet a knini erőd 1995. augusztus 5-i felszabadítása után örökítettek meg róla. A templom felújítása 2010-ben kezdődött és 2012-ben fejeződött be. Ennek során az épületet öt méterrel megtoldották, elkészült a 30 méter magas campanile típusú harangtorony és a kereszt alakú új tető. 24 új üvegablak készült a keresztútból és Mária életéből vett jelenetekkel, valamint elkészült az oltár mögötti több mint száz négyzetméter nagyságú hatalmas mozaikkép Josip Botteri alkotása, mely bibliai jeleneteket ábrázol. A templom közelében emelkedő Gradina nevű hegyen álló nagy kereszthez vezető keresztutat építettek.
- A katuni plébániatemplomtól északra található a „Vlake” nevű sziklás fennsík, melynek a közepén fennmaradt  két római út kereszteződése. A fennsík déli részén, a Katuni-Polje település felé eső peremén található az őskori Kulina erődített település, melynek sáncai leginkább a keleti és részben az északi oldalon láthatók. Ennek a településnek a nyugati határa azon út mentén haladt, amely a Mandušići falutól Gornji Rubićiig vezet, és jellegzetességeit tekintve valószínűleg a középkorban vagy a kora újkorban keletkezett. Az egész terület az egyik legjobban fennmaradt ilyen típusú régészeti lelőhely Dalmáciában.[5]
- A Katunihoz tartozó Mandušići falucska északi részén, egy kissé kiemelkedő helyen található a Mandušić-torony, egy a 15. századból származó erődített épület, amely a település védelmét szolgálta. A torony szabadon álló házként épült, téglalap alaprajzú, 6x5,53x5,50 m méretű, észak-déli tájolású, durván faragott kőből épült. A sarkokban nagyobb és jobban megmunkált kövekkel van megerősítve. Az emeleti részre egy kőből készült teraszon és a déli homlokzaton szabályosabban faragott kövekből épített kisebb boltíves ajtón keresztül lehetett bejutni. A nyugati homlokzaton egy kőből épített kis boltíves ajtó található, amelyen keresztül egy boltozatos pincébe jutunk. A torony mellett több helyen kisebb nyílások láthatók, amelyek kiskapuként szolgáltak. A torony eredetileg nyeregtetős (mára lebontott) tetővel volt ellátva, amelyet kőlapok borítottak. A torony előtt a nyugati oldalon egy melléképület romos maradványai találhatók.[6]

## Kultúra
- Vukušići nevű településrészén rendezik minden évben a Gangafest nevű fesztivált
- A nagyhét helyi népszokása az Úr sírjának őrzése, ősi hagyomány.